# Aïn Kihel (distrito)
Aïn Kihel é um distrito localizado na província de Aïn Témouchent, no noroeste da Argélia. Em 2010, sua população era de 34 562 habitantes. Foi nomeado após sua capital, Aïn Kihal.

## Municípios
O distrito está dividido em quatro municípios:
- Aïn Kihal
- Aghlal
- Aoubellil
- Aïn Tolba